# Widringtonie
Widringtonie (Widdringtonia) je malý rod jehličnatých dřevin z čeledi cypřišovitých, které se vyskytují pouze v jižní Africe. Zahrnuje 4 druhy. Pojmenován byl po britském spisovateli a znalci jehličnanů Samueli Edwardu Widdringtonovi.

## Popis

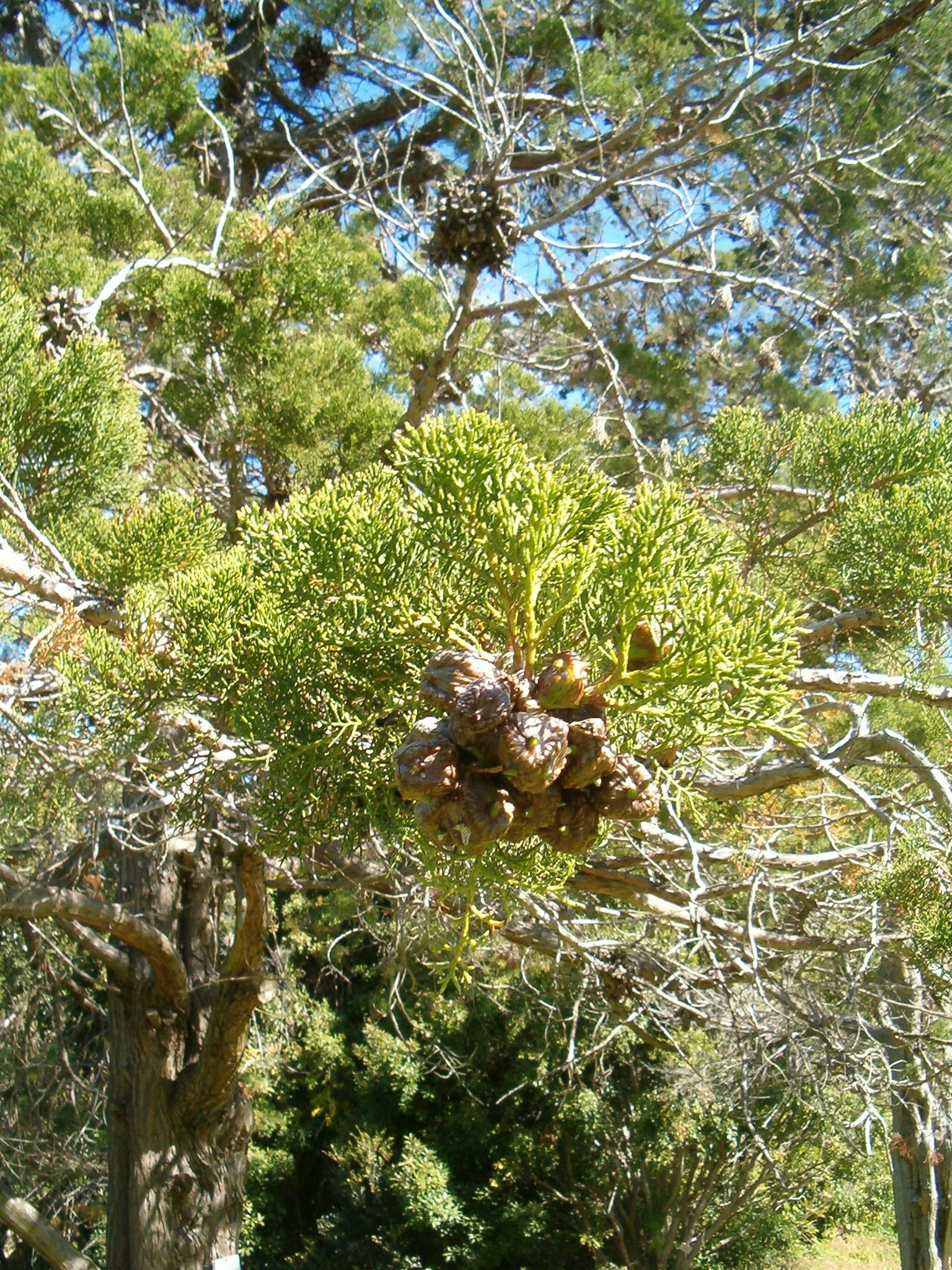
Widdringtonia nodiflora – plodná větévka

Velké, stálezelené, jednodomé keře nebo stromy, dorůstající výšek 5–20 metrů, Widdringtonia whytei výjimečně v dobrých podmínkách až 40 metrů. Olistění je jako u jiných cypřišovitých dvojího typu – juvenilní listy jsou spirálovitě vyrůstající a jehlicovité, dospělé drobné, šupinovité, přitisklé k větévkám. Pletiva obsahují terpenické esenciální oleje. Samčí šištice jsou terminální, samičí vyrůstají v úžlabí větévek, ve zralosti jsou dřevnaté, téměř kulovité, o průměru až 2 cm, u W. schwarzii až 3 cm. Semena jsou křídlatá nebo s křídlem pouze rudimentárním. Opylení se děje pomocí větru.

## Ekologie a rozšíření
Areál celého rodu zahrnuje pouze relativně malé území na jihu a jihovýchodě Afriky. Největší areál má Widdringtonia nodiflora, jež se vyskytuje v oblasti od Jihoafrické republiky přes Zimbabwe až po Mosambik. Ostatní druhy jsou pouze maloplošnými lokálními endemity.

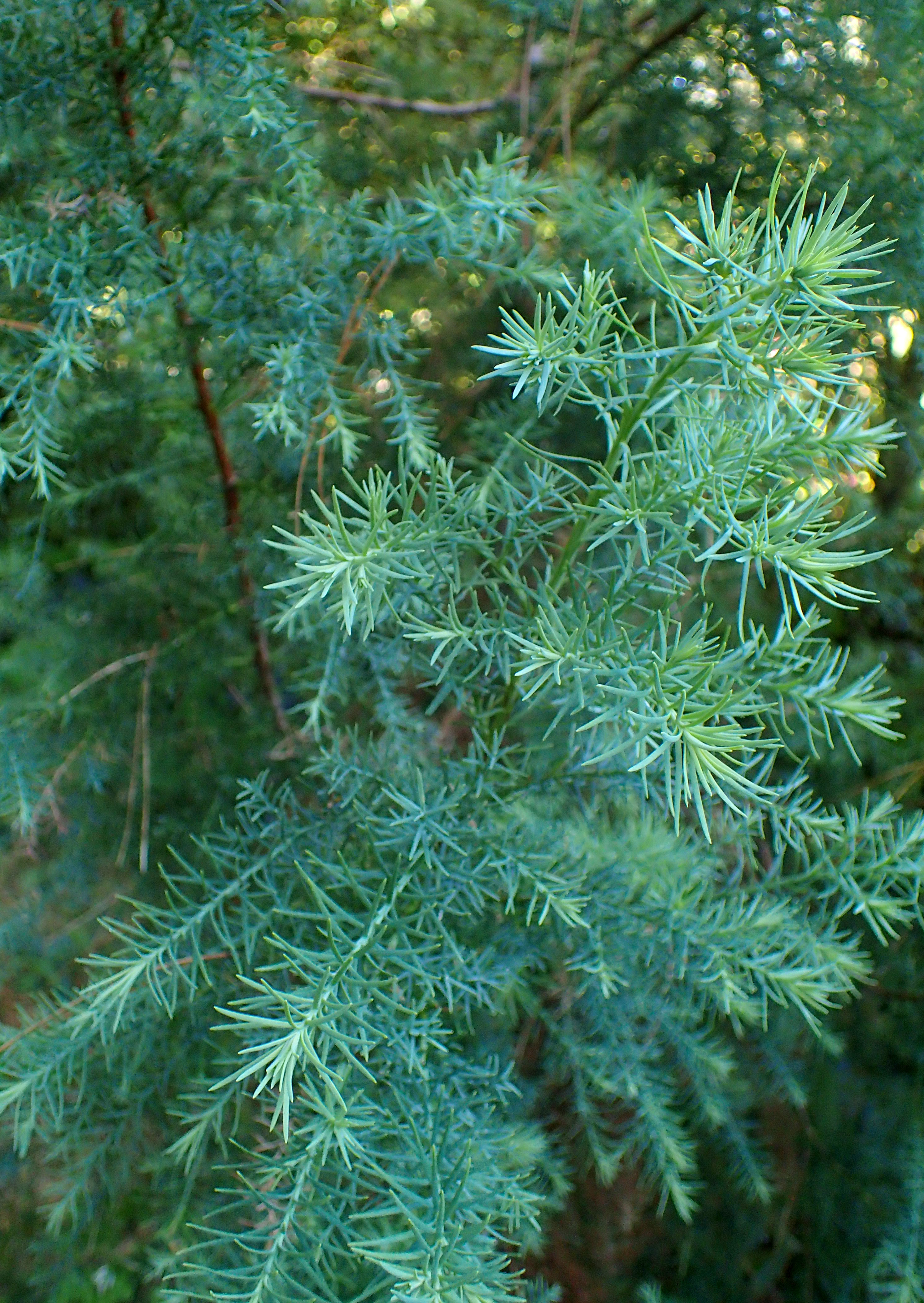
Widdringtonia schwarzii – juvenilní jehlice

Rostou na skalnatých stráních a skalních věžích, ve stržích a roklích, na severu areálu též v horských lesích, na jihu pak ve vegetační formaci fynbos. Jednotlivé druhy se značně liší v adaptacích na oheň: Zmíněná W. nodiflora je značně hořlavá, po požáru však mohutně obráží a může proto osídlit velké oblasti s častm výskytem požárů. Widdringtonia whytei má tlustou borku, která ji však chrání pouze proti ohni mírného až středního rozsahu, ostatní druhy ohni nedokážou odolávat a dlouhodobě rostou pouze na stanovištích, kde nehoří. V porostu patří vesměs k pionýrským druhům, v klimaxovém lese nezmlazují a postupně mizí; příliš zvýšená frekvence lesních požárů však má za následek kritické ohrožení některých druhů, které shoří dříve, než stačí vyprodukovat semena.

## Taxonomie
V rámci rozsáhlé čeledi cypřišovitých patří do podčeledi Callitroideae, vyznačující se převážně výskytem na jižní polokouli. Nejblíže příbuznými rody jsou jihoamerická Diselma a australský sandarakovec (Callitris), s nímž formují dobře vymezený vývojový klad; velká geografická vzdálenost těchto rodů zřejmě poukazuje na reliktnost a veliké stáří celé skupiny, s mnoha vymřelými zástupci.

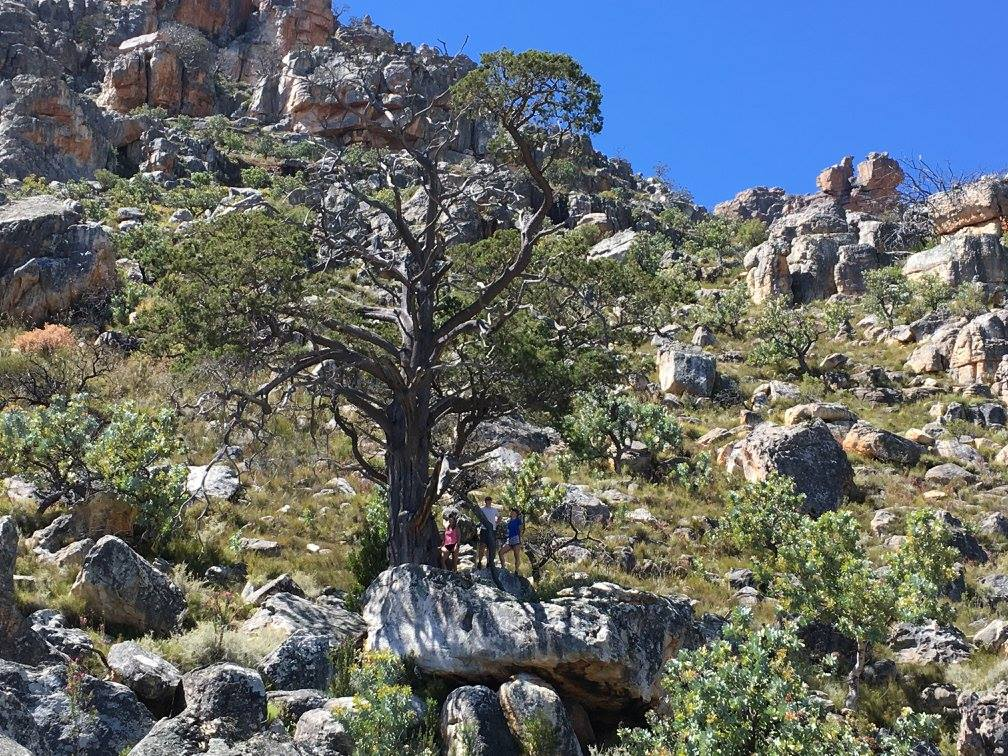
Widdringtonia wallichii v pohoří Cederberg, Jihoafrická republika

## Druhy
- Widdringtonia nodiflora – jediný málo dotčený taxon, celý areál rodu; typový druh
- Widdringtonia cedarbergensis (syn. W. walichii) – kriticky ohrožený druh, endemit pohoří Cederberg v JAR
- Widdringtonia schwarzii – zranitelný druh, endemit Kapské provincie v JAR
- Widdringtonia whytei – kriticky ohrožený druh, endemit pohoří Mulanje v Malawi

## Význam
Dřevo stromu Widdringtonia whytei je lehké, světlé, aromatické, trvanlivé a dobře se opracovává, v minulosti bylo široce využíváno na výrobu nábytku, dřevěného obložení a sloupků. Přirozené zásoby tohoto dřeva byly však nadměrnou těžbou zcela zdevastovány a v současnosti jsou nedostupné vzhledem k přísné ochraně této dřeviny. Využíváno je též dřevo W. nodiflora. Příležitostně se pěstují též jako okrasné jehličnany, Widdringtonia nodiflora má v jižní Africe využití i jako domorodý vánoční stromeček, nahrazující nepůvodní, plantážně pěstované borovice. Pro středoevropské klima nejsou zdaleka otužilé, pouze dva druhy snesou krátkodobý pokles teplot k −6 °C, ostatní dva nejsou vůbec mrazuvzdorné.